# Моісеєнко Володимир Миколайович (політик)
Моісеєнко Володимир Миколайович (нар. 24 січня 1956, місто Донецьк) — український політик. Член Ради КПРС (з березня 2001 року); голова Всеукраїнського союзу «За відродження СССР». Член виконкому Всеукраїнської ради робітників.

## Освіта
У 1978 році закінчив Донецький політехнічний інститут, спеціальність: інженер-механік.

## Трудова діяльність
- 1976–1977 рр. — слюсар Московського автозаводу імені Ліхачова; автослюсар АТП-09125 у місті Київ.
- 1978–1981 рр. — інженер Донецького відділу «ДержавтотрансНДІпроєкт»; механік автоколони, секретар комітету комсомолу АТП-04101 у місті Донецьк.
- 1981–1988 рр. — на комсомольській та партійній роботі.
- 1991–1994 рр. — заступник голови виконкому Гірняцької райради народних депутатів міста Макіївки.

Народний депутат України 2 скликання з квітня 1994 (2-й тур) до квітня 1998 року, Макіївський-Гірницький виборчого округу № 131, Донецької області, висунутий КПУ. На час виборів: заступник голови виконкому Гірницької райради міста Макіївки, член КПУ. Член фракції комуністів, член Комітету з питань державного будівництва, діяльності рад і самоврядування (був заступником голови).
Народний депутат України 3 скликання березень 1998 - квітень 2002 рр., виборчого округу № 53 Донецької області. На час виборів: народний депутат України, член КПУ. Голова підкомітету з питань державного будівництва Комітету з питань державного будівництва, місцевого самоврядування та діяльності рад (з липня 1998, з 2000 — Комітет з питань державного будівництва та місцевого самоврядування). Член фракції КПУ (травень 1998 - листопад 2000 рр.).
Був членом ЦК КПУ, першим секретарем Макіївського міськкому КПУ.
Член Конституційної Комісії від Верховної Ради України (листопад 1994 - липень 1996 рр.).

## Родина
Росіянин. Одружений.